# USS Lanikai
O USS Lanikai era uma escuna movida a diesel comissionada pela Marinha dos Estados Unidos e usada durante a Primeira Guerra Mundial e a Segunda Guerra Mundial, antes de ser transferido para a Marinha Real Australiana.
O navio foi construído pela MY Hermes de Oakland, Califórnia em 1914 para a empresa Jaluit-Gesellschaft da Alemanha.

## Histórico de serviço

### Primeira Guerra Mundial.
O navio alemão estava no porto de Honolulu quando os Estados Unidos entraram na Primeira Guerra Mundial, em abril de 1917. Tomada pela Marinha Americana por Ordem Executiva, ela foi comissionada em Honolulu como USS Hermes em 1 de abril de 1918, sob o comando do tenente John T. Diggs.
Originalmente planejado como um navio de patrulha anti-submarino, o USS Hermes executou este serviço fora de Honolulu durante o verão de 1918. Em 31 de agosto, ela embarcou em um cruzeiro entre as ilhas a noroeste do Havaí, incluindo Laysan e Wake, para procurar sobreviventes de naufrágios, sinais de atividade inimiga e realizar uma pesquisa sobre a vida selvagem para a Comissão de Pesquisa Biológica de Washington. Após retornar a Pearl Harbor em 2 de outubro, ela continuou como um navio de patrulha.

### Atividades entre guerras.
Hermes foi condenado ao desmantelamento em 16 de janeiro de 1919 e colocado à disposição do governo territorial havaiano para ser usado como navio para as colônias de leprosos. Quando o governo territorial decidiu que não poderia pagar sua manutenção, Hermes foi entregue ao Destacamento Aéreo do Pacífico, a quem ela serviu como navio-armazém e embarcação auxiliar geral.
Hermes foi vendida em 21 de outubro de 1926 para a Lanikai Fish Company e renomeada Lanikai, e vendida novamente em 1929 para a Hawaiian Sea Products Company. Em 1937, ela foi vendida para os estúdios da Metro-Goldwyn-Mayer para uso no filme O Furacão, estrelado por Jon Hall e Dorothy Lamour. Após a conclusão do filme, ela foi usada como iate até ser vendida em 6 de abril de 1939, para a Companhia de Estiva de Luzon, em Manila, nas Filipinas.

### Segunda Guerra Mundial

#### Operações nas Filipinas.
Lanikai foi levado para a Marinha dos Estados Unidos para a Base de Cavite nas Ilhas Filipinas, em 5 de dezembro de 1941, e no comando fora colocado o tenente (mais tarde contra-almirante) Kemp Tolley.
No final de novembro de 1941, tornou-se aparente para o governo americano que as forças japonesas foram taticamente depostas para grandes operações no sudeste da Ásia, mas seu alvo preciso era desconhecido. Um grande comboio estava navegando para o sul a partir do Estreito de Formosa, e esperava-se que rastreando o destino desses navios se pudesse revelar as intenções do Japão.
No dia 2 de dezembro, o presidente Franklin D. Roosevelt ordenou, através do Chefe de Operações Navais, almirante Harold R. Stark, que o Comandante em Chefe da Frota Asiática, o Almirante Thomas C. Hart, alugasse três pequenas embarcações para formar uma patrulha de informação e rastrear por rádio movimentos japoneses no Mar da China Meridional e no Golfo do Sião.
Lanikai foi um dos pequenos navios fretados para saber das intenções do Japão. Instalada em Cavite, a escuna ficou na Baía de Manila na madrugada de 8 de dezembro aguardando a luz do dia para navegar pelos perigosos campos minados que guardavam o porto. No entanto, as notícias dos ataques do Japão à Pearl Harbor chegaram e causaram a ordem de retornar a Manila.
Nas semanas seguintes, a escuna patrulhou as proximidades da baía de Manila e serviu como embarcação de despacho dentro do porto. Em 10 de dezembro, ela sobreviveu ao devastador ataque aéreo japonês que destruiu o estaleiro naval de Cavite. No dia de Natal, ela ajudou na evacuação de Manila, levando oficiais e equipamentos do Exército para a fortaleza de Corregidor.

#### Fuga para a Austrália.
Como resultado de planos e ações do tenente-general Comdr.  Charles Adair, na noite de 26 de dezembro, levando como passageiros um holandês e três oficiais americanos, Lanikai, com sua tripulação filipina, partiu do porto de Mariveles, indo para o sul, escondendo-se em enseadas amigáveis durante o dia, e viajando principalmente à noite, a escuna navegava de ilha em ilha enquanto as forças japonesas se espalhavam pelas Índias Orientais com velocidade explosiva. As tempestades forneceram cobertura quando ela cruzou os três grandes trechos de águas abertas que ficavam entre Luzon e a Austrália.  Em 3 de fevereiro de 1942, três bombas japonesas caíram tão próxima da embarcação que os tripulantes da Lanikai lançaram um bote para pegar uma grande quantidade de peixes atordoados.
No final de fevereiro, Lanikai partiu para o sul a partir de Java. Este curso foi tomado para evitar as forças inimigas que poderiam estar pesquisando a rota direta de Java para Darwin, na Austrália. Em 1º de março, enquanto cerca de 320 quilômetros a leste da Ilha Christmas, uma grande força-tarefa japonesa foi avistada na proa do porto. A ação evasiva da Lanikai foi bem sucedida. No dia 18 de março, 82 dias após a partida de Mariveles, a escuna chegou a Fremantle, na Austrália Ocidental.

#### Serviço na Austrália, 1942–1945
Após reabastecimento e reparos, ela foi embarcada no dia 4 de abril para cruzar a costa noroeste da Austrália e procurar possíveis embarcações da costa japonesa. Tenente Comdr. Adair assumiu o comando do navio em 27 de abril e continuou as operações até meados de maio. Lanikai foi desmantelada em Fremantle, em 22 de agosto, e foi transferida para a Marinha Real Australiana na qual serviu para a defesa do porto durante a guerra.

### Destino
No final da guerra, Lanikai foi enviada de volta para as Filipinas e retornou ao seu antigo dono em Manila em 1946, mas o proprietário se recusou a aceitá-la em condições tão precárias. Lanikai afundou durante um tufão em 1947.  Em 2003, o naufrágio do navio foi encontrado na Baía de Nabasan, e artefatos posteriormente recuperados.